# Norbert Joos
Norbert Joos (6. září 1960, Chur – 10. července 2016) byl švýcarský horolezec. Podařilo se mu vystoupit na 13 ze 14 osmitisícovek. Jedinou horou, která mu chyběla do kompletní sbírky koruny Himálaje a Karakoramu, je nejvyšší hora světa Mount Everest, o niž se pětkrát neúspěšně pokoušel.
Narodil se ve městě Chur v kantonu Graubünden. Jeho horolezecká kariéra začala rychle. Už ve dvanácti letech zdolal Matterhorn a ve dvaceti těžkou severní stěnu Eigeru. Krátce nato vylezl na nejvyšší horu Severní Ameriky Denali. Už rok nato, ve svých 22 letech vystoupil na svou první osmitisícovku Nanga Parbat. Joos některé výstupy uskutečňoval s dalšími slavnými švýcarskými horolezci Erhardem Loretanem nebo Marcelem Rüedim. Lezl alpským stylem, bez umělého kyslíku, bez šerpů a výškových táborů.
Zemřel v roce 2016, při sestupu z alpské čtyřtisícovky Piz Bernina, kam vedl dvojici klientů. Jeden z nich zřejmě ztratil rovnováhu a spadl, čímž s sebou strhl i ostatní. Zatímco dvojice klientů pád s těžkými zraněními přežila, Joos zahynul.

## Úspěšné výstupy na osmitisícovky
- 1982 Nanga Parbat (8125 m)
- 1984 Manáslu (8163 m)
- 1984 Annapurna (8091 m)
- 1985 K2 (8611 m)
- 1987 Broad Peak (8047 m)
- 1988 Gašerbrum II (8035 m)
- 1993 Gašerbrum I (8068 m)
- 1994 Čo Oju (8201 m)
- 1995 Dhaulágirí (8167 m)
- 1996 Šiša Pangma (8013 m)
- 2002 Makalu (8465 m)
- 2004 Lhoce (8516 m)
- 2006 Kančendženga (8586 m)

## Další úspěšné výstupy
- 1973 Matterhorn (4478 m)
- 1980 Eiger (3970 m)
- 1981 Denali (6190 m)